# Talent Team Papendal Arnhem
Talent Team Papendal Arnhem är Nederlandse Volleybalbonds utvecklingslag (en motsvarighet till till exempel RIG Falköping i Sverige och Club Italia i Italien). Det finns både ett dam- och ett herrlag. Bägge har spelare i åldrarna 14-18 år. Laget tränar i Sportcentrum Papendal i Arnhem samtidigt som de bor i internat och går i skola i närheten. Bägge lagen spelar i högsta serien, Eredivisie (damer och herrar). Huvudtränare är Avital Selinger (damer) och Arnold van Ree (herrar). Selinger är även förbundskapten för Nederländernas damlandslag i volleyboll. 